# 永宝千晶
永宝 千晶（ながとみ ちあき、1983年9月9日 - ）は、日本の女優、声優。フクダ&Co.所属。

## 経歴・人物
新潟大学卒業。
2012年に文学座研究所に入所し、2017年より座員となる。また、同年には地元・新潟県柏崎市の「かしわざき大使」に就任した。2019年には柏崎ファンクラブ名誉会員に就任。
2015年よりデイジー・リドリーと彼女が演じた『スター・ウォーズシリーズ』のヒロインの1人であるレイの吹き替えを専属で担当している。
2019年10月、同じ文学座所属の亀田佳明と結婚。
2022年3月末をもって文学座を退座。翌4月1日より、芸能事務所のフクダ&Co.に所属した。

## 出演作品
太字はメインキャラクター。

### 吹き替え

#### 担当女優
デイジー・リドリー
- オリエント急行殺人事件（2017年、メアリ・デブナム）
- スター・ウォーズシリーズ（レイ）
  - スター・ウォーズ/フォースの覚醒（2015年）
  - スター・ウォーズ/最後のジェダイ（2017年）
  - スター・ウォーズ/スカイウォーカーの夜明け（2019年）
  - スター・ツアーズ:ザ・アドベンチャーズ・コンティニュー

- ヤング・ウーマン・アンド・シー（2024年、トゥルーディ・イーダリー）

#### 映画
2016年
- グリーン・インフェルノ（ジャスティン〈ロレンツァ・イッツォ〉）
- シビル・ウォー/キャプテン・アメリカ
- JUKAI-樹海-（サラ / ジェス〈ナタリー・ドーマー〉）

2017年
- ラスト・ナイツ（リリー〈ローズ・カトン〉）

2018年
- ある愛の詩（ジェニー〈アリ・マッグロー〉）※VOD版
- オペレーション・フィナーレ（シルヴィア・ハーマン〈ヘイリー・ルー・リチャードソン〉）
- さらば青春の光（ステフ〈レスリー・アッシュ〉）
- スリー・ビルボード（アンジェラ・ヘイズ〈キャスリン・ニュートン〉、ペネロープ〈サマラ・ウィーヴィング〉）

2019年
- 死霊院 世界で最も呪われた事件（ニコール・ローリンズ〈ソフィー・クックソン〉）
- マレフィセント2（ゲルダ〈ジェン・マーリー〉）

2021年
- 刑事グロム VS 粛正の疫病ドクター（ユーリア・プチョルキナ〈リュボーフィ・アクショノヴァ〉）
- ベケット（レナ〈ヴィッキー・クリープス〉）
- 星の王子 ニューヨークへ行く2（ミカ〈キキ・レイン〉）
- 恐怖のセンセイ（アンナ〈イモージェン・プーツ〉）

2021年
- ブラック・クリスマス（ライリー〈イモージェン・プーツ〉）

2023年
- MEN 同じ顔の男たち（ハーパー・マーロウ〈ジェシー・バックリー〉）
- ウーマン・トーキング 私たちの選択（マリチ〈ジェシー・バックリー〉）
- ドミノ（ダイアナ・クルーズ〈アリシー・ブラガ〉）

2025年
- カレンダー・キラー（クララ〈ルイーゼ・ハイヤー〉）
- 恋するムービー（ハ）

#### ドラマ
2013年
- ヴァイキング 〜海の覇者たち〜（トービ）
- ピーキー・ブラインダーズ（ダイアナ〈アンバー・アンダーソン〉）
- マッドメン

2014年
- 赤い天幕（ディナ〈レベッカ・ファーガソン〉）

2015年
- SCORPION/スコーピオン

2016年
- The OA（プレイリー・ジョンソン〈ブリット・マーリング〉）
- フレークド
- ロスト・ガール

2017年
- クイーン・オブ・ザ・サウス 〜女王への階段〜（テレサ・メンドーサ〈アリシー・ブラガ〉）
- クリミナル・マインド12 FBI行動分析課 #9（チョウ）
- ザ・ミッシング〜囚われた少女〜
- THE 100/ハンドレッド（ルナ）
- フュード/確執 ベティ vs ジョーン #5（アン・バンクロフト〈セリンダ・スワン〉）
- MACGYVER/マクガイバー（ライリー・デイヴィス〈トリスティン・メイズ〉）

2019年
- アガサ・クリスティー 無実はさいなむ（ティナ・アーガイル〈クリスタル・クラーク〉）
- ジ・アメリカンズ
- TRUE DETECTIVE/迷宮捜査 シーズン3（ルーシー・パーセル〈メイミー・ガマー〉）
- レジェンド・オブ・トゥモロー（ミランダ・コバーン〈アレックス・ダンカン〉）

2020年
- レ・ミゼラブル（ファンテーヌ〈リリー・コリンズ〉）

2022年
- 再婚ゲーム（ソ・ヘスン〈キム・ヒソン〉）
- フィアー・ザ・ウォーキング・デッド シーズン7 #16（エヴァ）
- アストリッドとラファエル 文書係の事件録 #2（ヴィオレッタ）
- サンドマン #11（カリオペ）
- ウエストワールド シーズン4（フランキー・"シー"・ニコルス〈オーロラ・ペリノー〉）
- BULL / ブル 法廷を操る男 ザ·ファイナル #20、21（クリスティ・ウォーカー）

2023年
- 捜査官カタリーナ・フス #3、5（リディア）
- I AM 私の分岐点 シーズン2 #1（デボラ〈アリス・フィーサム〉）
- クラス・オブ・2007（アメリア〈ミーガン・スマート〉）
- ファイア・カントリー（ガブリエラ〈ステファニー・アルシラ〉）

2024年
- ゾウズ・フー・キル（ルイーセ・ベアウスタイン〈ナタリー・マドゥエニョ〉）
- 6人の女 ワケアリなわたしたち（モルガン〈ティフェーヌ・ダヴィオ〉）
- マイ・レディ・ジェーン（レディ・ジェーン・グレイ〈エミリー・ベイダー〉）

#### アニメ
- ジェイコブと海の怪物（ミス・メリノ）
- スター・ウォーズ/フォース・オブ・デスティニー（レイ）
- レゴ スター・ウォーズ（レイ）
  - LEGO スター・ウォーズ/たたかえ!レジスタンス
  - LEGO スター・ウォーズ/ホリデー・スペシャル
  - LEGO スター・ウォーズ/サマー・バケーション
  - LEGO スター・ウォーズ/リビルド・ザ・ギャラクシー
- ライオン・キング:ムファサ[22]

### 舞台
2006年
- 初舞台『リア王』（KURITAカンパニー）りゅーとぴあスタジオ公演（新潟）

2007年
- 『ハムレット』りゅーとぴあ能楽堂（新潟）／銕仙会能楽研修所（東京）

2008年
- 『劇場版 冬物語』りゅーとぴあ劇場／ルーマニア他 ヨーロッパツアー／あうるすぽっと／兵庫芸術文化センター

2009年
- 『テンペスト』りゅーとぴあ能楽堂／銕仙会能楽研修所（東京）

2010年
- 『ハムレット2010』ポーランド公演（グダンスク国際シェイクスピア・フェスティバル）／新潟りゅーとぴあ劇場

2011年
- 『ペリクリーズ』新潟りゅーとぴあ能楽堂／銕仙会能楽研修所（東京）

2015年
- 『THE WALL-ある寓話-』（アトリエ・センターフォワード）シアターノルン
- 『春疾風』（文学座本公演）紀伊國屋ホール

2019年
- 『ガラスの動物園』東京芸術劇場他
- 『スリー・ウィンターズ』（文学座アトリエ）

### テレビアニメ
- 啄木鳥探偵處（2020年、嘉平の妻）

### Webアニメ
- 無限の住人-IMMORTAL-（2019年、飯盛女）

### ゲーム
- レゴ スター・ウォーズ/フォースの覚醒（2016年、レイ）
- レゴ スター・ウォーズ:スカイウォーカー・サーガ（2022年、レイ）